# 祭灶节

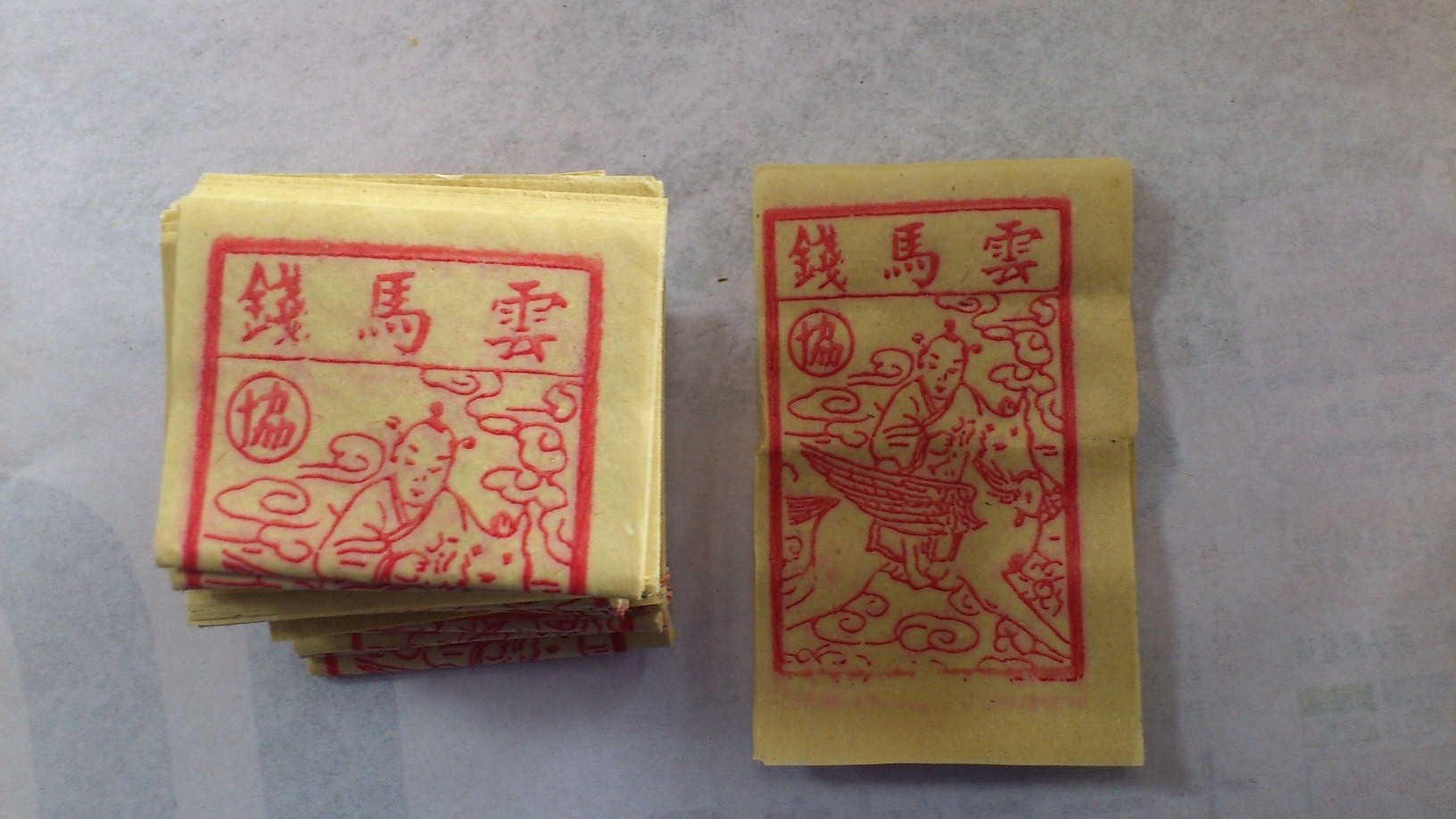
送神時會燒化「雲馬錢」恭送諸神回天庭

祭灶节是漢字文化圈传统节日，也被称为小年、謝节、送灶、祭灶、謝灶、灶王節等，琉球語稱為「御願解」。在不同的地方日期不同，一般都在农历腊月二十四當日，或前後一日，被视为过年的开端。

## 習俗
中國神話與道教中，灶君、太歲與民間諸神將會在农历腊月廿四日的子時到日落之前，上升天庭，向玉皇大帝述職，稟報一年行政之事務。
人們相信，除了過路遊神以外，上天於家家戶戶設置了一位監督者灶君（或稱司命灶君、灶神、灶王爷、灶王），监督考察这一家一年的所作所为。農曆年底，十二月廿四日交年（類似今日小年夜），眾神登天，只留下部將守護廟宇與神龕，尤其灶君會向玉帝彙報人間家家戶戶的善惡，玉帝將据此决定下一年对这個家庭是賜福或降禍。祭灶节这一天，实际是各家欢送灶神的节日。正月初四接神日傍晚接灶君以後，灶君再下凡继续监督这家的作为善惡。
在唐代著作《辇下岁时记》中，间有“以酒糟涂于灶上，使司命（灶君）醉酒”的记载。宋朝孟元老《東京夢華錄》載：「都人至夜，請僧道看經、備酒果送神，以酒糟塗灶門之上，謂之醉司命。」繼承此俗，有些地區的人祭灶时，还要把关东糖（糖瓜）或米糕等甜食用火融化，抹在在灶神画像的嘴上（華南則多用湯圓、年糕），使其「嘴甜」，以避免其於玉帝面前说自己一家老小的坏话，不過現代人常用糖果或巧克力輕輕往香爐方向劃過，略做表示。琉球人祭灶的祭品有一種叫御茶子（ウチャヌク）的傳統甜餡餅。
经过一年烟熏火燎，画像面目黝黑，要把旧像揭下祭拜後與紙馬（或紙鶴、紙轎子等交通工具）與紙錢一起焚化，新年后再拿一幅灶神画像或神位，贴上奉祀。上香祭拜後燒紙錢。
如無供奉画像者，則用紅紙寫上「司命灶君神位」、「敬奉司命灶君」等類字樣，貼在爐灶上平日祭拜，祭灶日更換後與紙錢一起焚化。也有的人沒有貼畫像，直接在家中爐灶前設置香案，或是直接在神明廳或者廳堂神畫（一般廳堂神畫中，繪有灶君神像）祭拜。这个过程被称为辞灶。
在中國北方，有「男不拜月，女不拜灶」之說。为了让灶君说好话，基本上會供奉糖瓜，送行时还要用糖糊在畫像上的灶君嘴上或者神位上，让他上天言好事，燒紙錢時才火化。到過年時，要再把灶君迎回来，就是请（买）一张新的灶君圖（画有灶君，也有可能是灶君夫婦）供在厨房。画的两侧通常有对联：「上天言好事，下界保安康」；或「有德能司火，無私可達天」。横批：敬神如在。
另外，閩南人大多認為，此日開始，除了城隍、土地神、境主等土地類神明以外，諸神都回天述職，只有部將留後掌管香爐，故不僅僅祭奉灶君，而多半在神案上一併祭祀家中供奉的諸神。送神是这一天的主要活动，从此后就进入准备过年的阶段，人们精神开始放鬆。送神日也是“扫尘日”，閩南語稱作「清囤」，意思是清理房舍，整理衛生，准备过年。將眾神送走之後，有人也會點香祭拜祖先，告訴祖先「要清囤，要開始打掃環境了」。然後可以清理神佛龕、祖先牌位上的灰塵。
兩廣、越南等地區也有說法是，送神完畢後，除夕晚上到正月初一，灶君还要与诸神下凡，與人們一起过年，故除夕夜，有許多人也會祭拜灶君。
馬祖地區每到年底，當地立法委員便印製灶君圖分送鄉民，鄉民多貼於廚房內，祭灶時備有豐盛食物及特別之「祭灶料」（包含芝蔴粩、紅白花生粒等甜食）。在福州有「官三民四曲蹄五」的說法，即祭灶的時間，當官人家在農曆十二月二十三日，百姓在二十四日，蜑民在二十五日。

## 文學
范成大《祭灶辭》：「古傳臘月二十四，灶君上天欲言事。雲車風馬小留連，家有杯盤豐典祀。猪頭爛熟雙魚鮮，豆沙甘松粉餌團。男兒酌獻女兒避，酹酒燒錢灶君喜。婢子爭鬪君莫聞，貓犬觸穢君莫嗔。送君醉飽登天門，杓長杓短勿復云，乞取利市歸來分。」
彩樓記，夫妻祭灶。